# Beyond the Rainbow
Beyond the Rainbow is een Amerikaanse stomme film uit 1922 onder regie van Christy Cabanne. Dit was de eerste film waar Clara Bow in te zien was. Ze won een rol in de film met een prijsvraag. De scènes waar zij in te zien is, zijn echter verwijderd.

## Verhaal
Virginia Gardner is niet uitgenodigd op de feest van haar moeder. Ze neemt wraak door een grap uit te halen met haar gasten. Ondertussen worden Marion Taylor en Edward Mallory verliefd.

## Rolverdeling
| Acteur             | Personage |
| ------------------ | --------- |
| Harry T. Morey     |           |
| Billie Dove        |           |
| Clara Bow          |           |
| Virginia Lee       |           |
| Diana Allen        |           |
| James Harrison     |           |
| Macey Harlam       |           |
| Rose Coghlan       |           |
| William H. Tooker  |           |
| George Fawcett     |           |
| Marguerite Courtot |           |
| Edmund Breese      |           |
| Walter Miller      |           |
| Charles Craig      |           |
| Huntley Gordon     |           |